# 天国への階段 (映画)
『天国への階段』（てんごくへのかいだん、原題：A Matter of Life and Death）は、1946年に公開されたイギリス映画。イギリス映画制作チームのマイケル・パウエルとエメリック・プレスバーガーが監督・制作・脚本した。
第二次世界大戦中、飛行中に被弾し、パラシュートで降下しながら、生と死の間を体験するイギリス兵の物語。臨死体験を映画の中で扱った先駆的作品。アメリカ合衆国では Stairway to Heaven の題名で公開され、これがこの手のタイトルのオリジナルとなった。主演、デヴィッド・ニーヴン。日本では、1948年6月17日公開。

## あらすじ
1945年、イギリス空軍のパイロット ピーター・カーターはひどく損傷した飛行機に乗り、イギリスの基地で働いているアメリカ陸軍航空軍の無線通信士 ジューンに連絡を取る。ピーターはジューンに彼が今すぐ飛行機からパラシュート無しで落ち、もう生き残らないと伝え彼の家族に連絡しろと伝える。彼はさらに電話中ジューンに浮気し、彼女を愛していると伝える。連絡が切った後、ジューンは泣き始める。
その後、白黒の異界に場面が転換し、死んだ人々が天国に上がりそこでピーターの死の裁判が始まる。次の日、イギリス海峡に落ちたピーターは死んだと思っていたが海峡に沿って歩き始め、そこで自転車に乗っているジューンを見つける。一緒に歩いて休憩している瞬間に異界から呼び出されたフランス人が現れる。その瞬間に時間は止まり、そこにいるジューンは何も気付かない。フランス人はピーターに死んだはずたから異界へ案内すると言うが、ジューンに恋したピーターは地球に残りたいと言い、フランス人はまた戻ると言い消える。
ジューンは彼がそれを伝えた後、精神問題があると思い医者であるフランク・リーヴスに助けを求める。フランクはピーターに脳損傷を発見し、何も処置をしなければ20時間の間に死亡すると伝える。ピーターはまたフランス人に会い、異界への階段へ誘惑されるが意識を戻したピーターはまだ生きていると感じ、地球へ戻る。もう時間がほぼ残されていないピーターには緊急手術が必要だが、連絡はなく、オートバイを取ったフランクは事故で死亡する。フランクはピーターよりも前に異界に来ており、彼の死の裁判を務めると決意。だが、検察官はアメリカ人でイギリス人を嫌い、イギリスに対する偏見を言いまくる。その上、陪審員にはフランス人、オランダ系南アフリカ人、インド人、中国人、アイルランド人と、全員がイギリスに対しての戦争や植民地支配の経験がある人々でありフランクはそれらを論破することが出来るとは考えられず、新しいアメリカ市民になった陪審を願い、試みに成功する。
ピーターの緊急手術の場面に来たフランクは時間が止まった際にも、ジューンの涙を発見する。フランクはそれを証拠に使い、異界へ戻る。その後、異界からピーターの緊急手術に階段が下がり、異界の人たちらはピーターを異界へ誘惑したいが、フランクはジューンを起こせ、彼女が異界に上がるのを願う。ジューンが異界へ上がる瞬間、階段は壊れ始めジューンはピーターの所へ戻り、ピーターは地球へ残る。

## キャスト
- ピーター・カーター - デヴィッド・ニーヴン
- ジューン - キム・ハンター
- フランク・リーヴス - ロジャー・ライヴシー
- アメリカ人検察官 - レイモンド・マッセイ
- 天使 - キャスリーン・バイロン
- 英国パイロット - リチャード・アッテンボロー
- 米国パイロット - ボナー・コレアノ